# Пјеве Понтенано (Арецо)
Пјеве Понтенано је насеље у Италији у округу Арецо, региону Тоскана.
Према процени из 2011. у насељу је живело 45 становника. Насеље се налази на надморској висини од 578 м.